# ザ・イレヴンス・ハウス
ザ・イレヴンス・ハウス（The Eleventh House）は、ギタリストのラリー・コリエル率いる1970年代の重要なフュージョン・グループである。バンドは1973年に結成され、1976年に解散した。マハヴィシュヌ・オーケストラ、ウェザー・リポート、リターン・トゥ・フォーエヴァーなどのバンドとともに、ザ・イレヴンス・ハウスは1970年代半ばの先駆的なジャズ・ロック・バンドのひとつと見なされている。ラリー・コリエル以外のバンドに選ばれたメンバーは、トランペットのランディ・ブレッカー、マイク・マンデル（キーボード）、ダニー・トリファン（ベース）、ドラムのアルフォンス・ムゾーンであった。
バンドは1973年に『ラリー・コリエル & ザ・イレヴンス・ハウス』というタイトルの最初のアルバムを録音し、1974年に『Larry Coryell & The Eleventh House At Montreux』と『Level One』の各アルバムが続いた。1975年には、『Live in Europe』というタイトルの海賊版・ライブ・レコーディングもリリースされた。
1974年、ブレッカーはトランペット奏者のマイケル・ローレンスに、トリファンはベーシストのジョン・リーに交代した。1975年にドラマーのムゾーンがバンドを去った後、ジェリー・ブラウンが加入した。1976年の彼らの最後のフォーメーションは、よりホーン主導によるファンクの文脈を求めた結果、日本のトランペット奏者である日野皓正がローレンスと交代した。アルバム『アスペクツ』へのブレッカー・ブラザーズのゲスト参加は、このコラボレーションの結果であった。
1977年、コリエルとムゾーンは、よりロック・ギター指向のフュージョン・バンドで再会した。それは「コリエル / ムゾーン・バンド」と名付けられ、ベースにはジョン・リー、セカンド・ギターにはフィリップ・キャサリンが参加した。彼らは、アトランティック・レコードで『未来への再会 (Back Together Again)』という名の注目すべき1枚のアルバムをリリースした。彼らは後に、ベーシストのミロスラフ・ヴィトウスを含むメンバーを交代させ、最終的に解散するまで、さまざまなロックまたはジャズの演奏を行った。
ザ・イレヴンス・ハウスのメンバーであるコリエル、ムゾーン、マンデル、リーは、1984年に『The 11th House』と呼ばれるかなり商業的なアルバムを録音した。
1998年に、ザ・イレヴンス・ハウスは再結成され、1999年末まで世界中をツアーして回った。それまでに、ザ・イレヴンス・ハウス・リユニオン・バンドは、ギターのコリエル、トランペットのブレッカー、ベースのリチャード・ボナまたはジェフ・バーリン、ドラムのムゾーンで構成された。1999年には、元メンバーのジョン・リーがバンドに参加し、セカンド・ギターでコリエルの息子のジュリアン・コリエルも参加、また、トランペッターの大野俊三またはサクソフォーンのドナルド・ハリソンがブレッカーに取って代わった。
バンドは2015年にいくつかのライブ・コンサートのために再会し、2017年2月19日にコリエルが亡くなる前にスタジオ・アルバム（『セブン・シークレッツ』）を録音した。

## ディスコグラフィ

### スタジオ・アルバム
- 『ラリー・コリエル & ザ・イレヴンス・ハウス』 - Introducing The Eleventh House with Larry Coryell (1974年、Vanguard)
- Level One (1975年、Arista)
- 『アスペクツ』 - Aspects (1976年、Arista)
- 『セブン・シークレッツ』 - Seven Secrets (2017年)

### ライブ・アルバム
- Larry Coryell & The Eleventh House At Montreux (1978年)
- 『1975年1月～ライヴ・ラヴ・シリーズ Vol.1』 - Larry Coryell & The Eleventh House January 1975 (2014年)
- Live At The Jazz Workshop (July 1975) (2015年)
- The Funky Waltz (Jazz Workshop, Boston 1973) (2016年)